# Standerton
Standerton – handlowe i rolnicze miasto w Południowej Afryce. Położone nad rzeką Vaal, w prowincji Mpumalanga. Liczy 74 tys. mieszkańców. 
Miasto zostało założone w 1876 roku i zostało nazwane na cześć generała AH Stander'a, który zasłużył się w II wojnie burskiej.